# Katsina
Katsina je glavni grad istoimene nigerijske savezne države. Leži u sjevernoj Nigeriji na 514 metara nadmorske visine, 23 km južno od granice s Nigerom i 440 km sjeverno od Abuje.
Procjenjuje se da je Katsina osnovana oko 1100. godine. Nekoć grad-država, danas je jedno od središta islama u Nigeriji. Simbol grada je minaret Gobarau, primjer muslimanske arhitekture. Minaret, izgrađen od blata i palminih grana, nalazi se na džamiji iz 18. stoljeća i visok je 17 metara.
Grad je središte poljoprivredne regije u kojoj se proizvodi kikiriki, pamuk, koža, proso i kukuruz.
Prema procjeni iz 2010., Katsina ima 213.604 stanovnika. Većinu stanovništva čine pripadnici etničkih skupina Fulani i Hausa.

## Vanjske poveznice
- Službena stranica  Arhivirana inačica izvorne stranice od 16. svibnja 2013. (Wayback Machine) (engl.)

### Ostali projekti
|  | Zajednički poslužitelj ima još gradiva o temi Katsina |